# Joseph Bakos
Pour les articles homonymes, voir Bakos.
Joseph Bakos (Szabadszállás, 19 mars 1902 - mort pour la France à Ronchamp le 26 octobre 1944) est un militaire français, compagnon de la Libération. Hongrois engagé dans la légion étrangère, il combat bien avant la Seconde Guerre mondiale pendant la campagne du Maroc. Projeté en Norvège au début de la guerre, il choisit ensuite de rejoindre les rangs des forces françaises libres. Combattant en Afrique, au Moyen-Orient et en Italie, il participe ensuite à la libération de la France au cours de laquelle il est tué.

## Biographie

### Avant-guerre
Né en Hongrie le 19 mars 1902, Joseph Bakos s'engage dans la légion étrangère en 1923 et est affecté au 1er régiment étranger. Muté ensuite au 3e régiment étranger d'infanterie, il participe à la guerre du Rif au cours de laquelle il est blessé par balle le 28 mai 1925. De retour au 1er régiment étranger en décembre, il ne prolonge pas son engagement en 1928 et devient boulanger à Nice. Il se réengage cependant trois ans plus tard et retrouve le 1er régiment étranger avant de passer au 2e régiment étranger d'infanterie avec lequel il participe à nouveau aux combats au Maroc. Chef de pièce de mortier, il est promu caporal en novembre 1936.

### Seconde Guerre mondiale
Basé en Afrique du nord au moment du déclenchement de la Seconde Guerre mondiale, il est détaché au Corps expéditionnaire français en Scandinavie du général Béthouart et participe à la bataille de Narvik. Lors d'une escale en Angleterre au moment du rapatriement du corps expéditionnaire, il choisit de rester sur place et de rallier les rangs des forces françaises libres. Affecté à la 13e demi-brigade de Légion étrangère, il participe à la bataille de Dakar, à la campagne du Gabon et à la campagne d'Érythrée au cours de laquelle il combat à la bataille de Keren. Après les combats en Syrie, il est engagé dans la guerre du désert pendant laquelle il est promu sergent en juillet 1942 et s'illustre lors de la Seconde bataille d'El Alamein avant de partir en Tunisie. Muté au 3e bataillon de légion étrangère, il débarque en Italie puis en Provence le 18 août 1944. Il participe alors à la libération de la France et remonte vers le nord avec son unité. Le 26 octobre 1944, à Ronchamp en Haute-Saône, lors d'un engagement avec une patrouille ennemie, il est tué par des éclats d'obus. Il est inhumé à la nécropole nationale de Rougemont dans le Doubs.

## Décorations
|  |  |  |  |  |  |
|  |  |  |  |  |  |
|  |  |  |  |  |  |

| Chevalier de la Légion d'Honneur       | Chevalier de la Légion d'Honneur | Compagnon de la Libération     | Compagnon de la Libération     | Médaille militaire  | Médaille militaire  |
| Croix de Guerre 1939-1945              | Croix de Guerre 1939-1945        | Médaille des blessés de guerre | Médaille des blessés de guerre | Croix du combattant | Croix du combattant |
| Médaille coloniale Agrafe "Maroc 1925" |                                  |                                |                                |                     |                     |